# Rue du Rocher
La rue du Rocher est une voie du 8e arrondissement de Paris.

## Situation et accès
Elle commence 43, rue Pasquier et 15, rue de Rome et se termine 1, place Prosper-Goubaux.
Le quartier est desservi, du nord au sud, par plusieurs lignes de métro :
- lignes 2 et 3 à la station Villiers,
- ligne 3 à la station Europe,
- ligne 9 à la station Saint-Augustin,
- lignes 3, 12, 13 et 14 à la station Saint-Lazare.

Plusieurs lignes de RER à proximité :
- ligne A du RER à la gare d'Auber,
- ligne E du RER à la gare d'Haussmann - Saint-Lazare

Plusieurs lignes de Transilien à proximité : J et L à la gare de Paris-Saint-Lazare.

## Origine du nom
Son nom fait sans doute référence à une enseigne.

## Historique
La rue du Rocher a une très ancienne origine puisqu'elle suit le tracé d'une vieille voie romaine. 
C'était la route du pèlerinage d'Argenteuil. 
Mentionnée sur le plan de Jouvin de Rochefort (1672), elle n'était encore qu'un chemin en 1734. 
Sur le plan d'Edme Verniquet, la partie comprise entre la rue Saint-Lazare et la rue de la Bienfaisance est déjà désignée sous le nom de « rue du Rocher ». La partie située entre la rue de la Bienfaisance et le boulevard de Courcelles figure sous le nom de « rue des Errancis ». Celle-ci suit le tracé de l'ancien « chemin des Errancis » (errancis est tiré d'un lieu-dit de ce nom qui signifiait « les estropiés »).

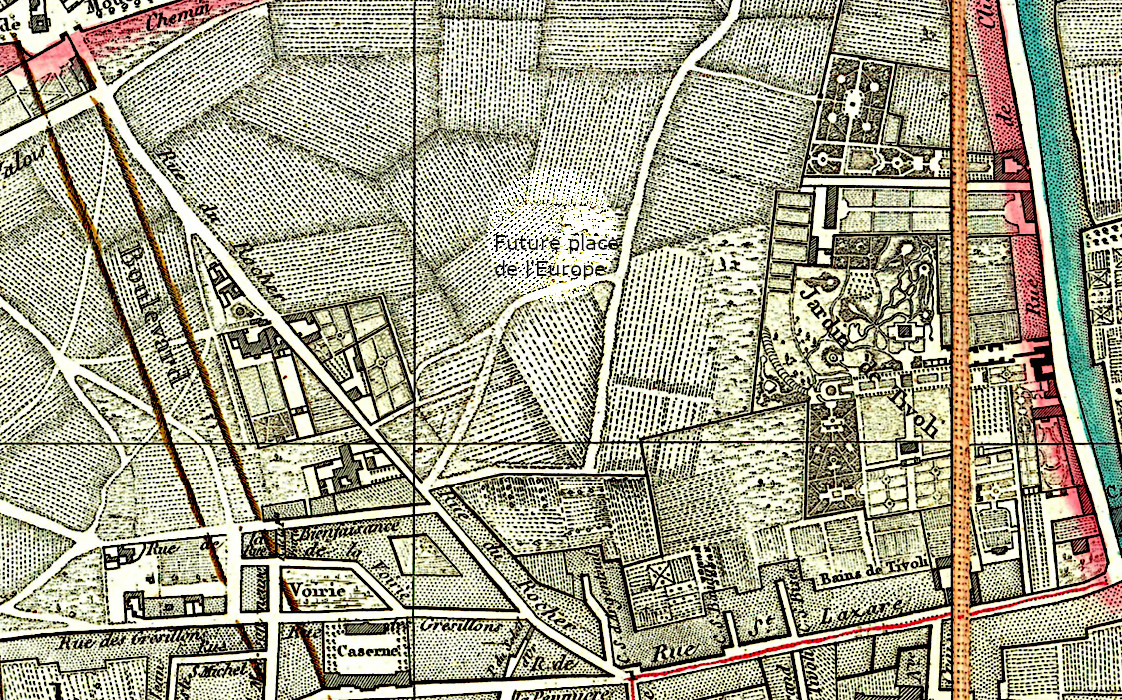
La rue du Rocher (à gauche) en 1814 (plan de Piquet).

Vers le haut de la rue, entre l'enceinte des Fermiers généraux, dont le tracé est aujourd'hui marqué par le boulevard de Courcelles, et la rue de Valois-du-Roule (aujourd'hui rue de Monceau), un terrain vague s'étendait, à la fin du XVIIIe siècle, de la rue du Rocher jusqu'à la folie de Chartres (parc Monceau). Sous le nom de cimetière des Errancis, il servit, en 1794, de lieu d'inhumation ordinaire du 5 au 25 mars, puis de lieu d'inhumation pour certaines victimes de la Révolution française du 25 mars au 10 juin. Un bal s'y installa au début du XIXe siècle jusqu'à ce que la prolongation de la rue de Miromesnil et le percement du boulevard Malesherbes viennent morceler le terrain.

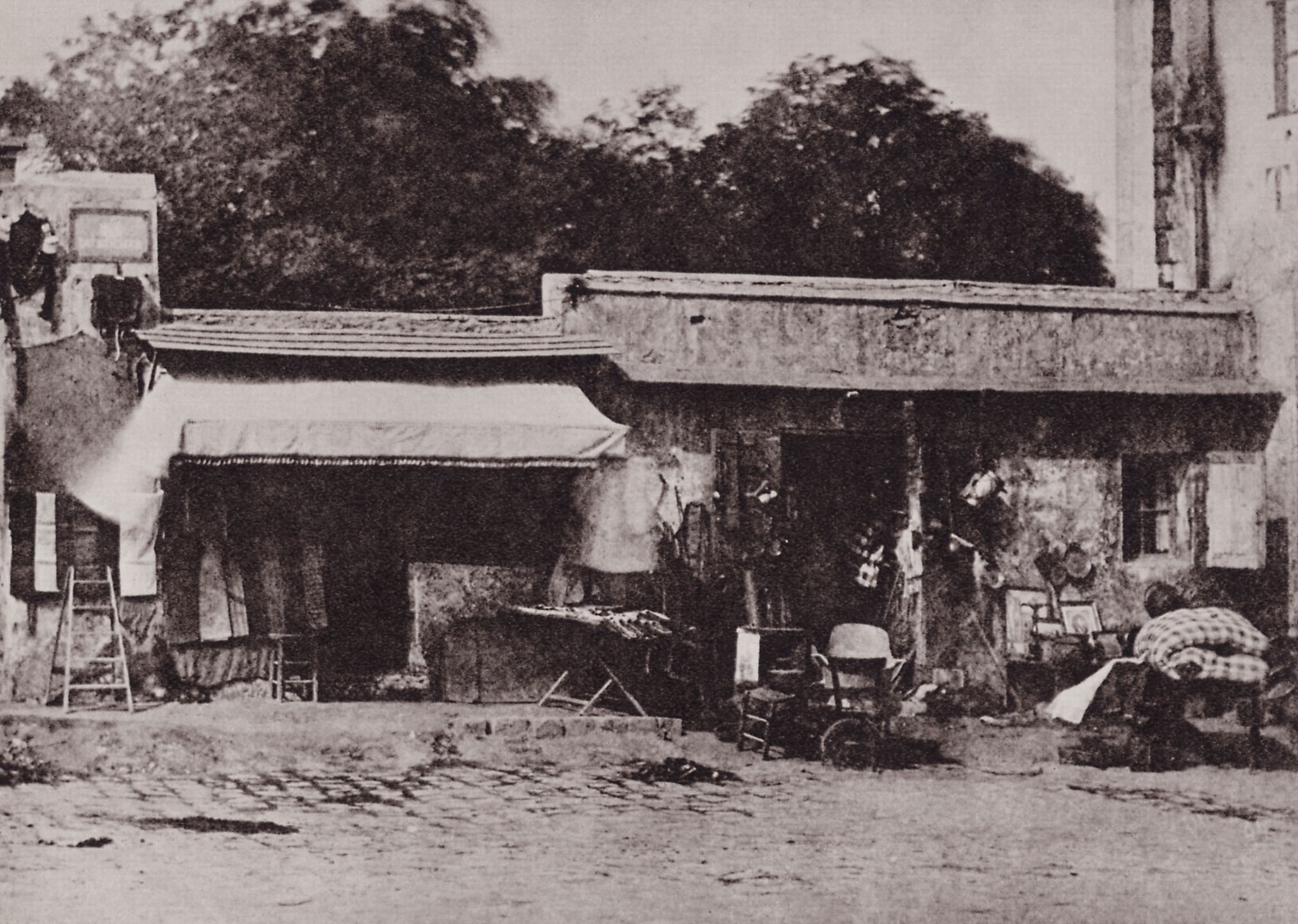
« Quincaillerie sur la rue du Rocher », photographie d'Hippolyte Bayard prise après 1845 et avant la Révolution de 1848.

Le sud de la rue du Rocher était, au XVIIIe siècle, le centre du quartier maraicher de la Petite-Pologne, qui deviendra un bidonville au XIXe siècle. La rue fut ouverte dans ce quartier en vertu d'une décision ministérielle du 29 décembre 1816 qui en fixa la largeur à 10 mètres et réunit la rue du Rocher et la rue des Errancis en une seule voie. Puis, dans le cadre de l'aménagement du quartier de l'Europe, l'ordonnance royale du 2 février 1826 prescrivit à Jonas-Philip Hagerman et Sylvain Mignon de fournir le terrain nécessaire à l'élargissement à 12 mètres de la rue du Rocher entre la rue de la Bienfaisance et la barrière de Monceau (boulevard de Courcelles).
Le quartier possédait, autrefois, plusieurs moulins :
- moulin de la Marmite : à l'emplacement de l'angle de la rue du Rocher et de la rue de Madrid ;
- moulin des Prunes : en face, sur la rue du Rocher ;
- moulin Boute-à-Feu, ou Boute-à-fin, ou Boute-à-foin : plus bas à gauche, vers le no 37. Il était situé jusqu’en 1667 sur la butte Saint-Roch ;
- moulin des Prés : à l'emplacement du chevet de l'église Saint-Augustin[5].

En 1871, la rue était encore suffisamment populaire pour accueillir au moins une dizaine de communards (source dictionnaire Le Maitron) dont le journaliste Odilon Delimal à l'ex-numéro 59, actuel 53.
Le 11 octobre 1914, durant la première Guerre mondiale, le no 20 rue du Rocher est touché lors d'un raid effectué par des avions allemands.

## Bâtiments remarquables et lieux de mémoire

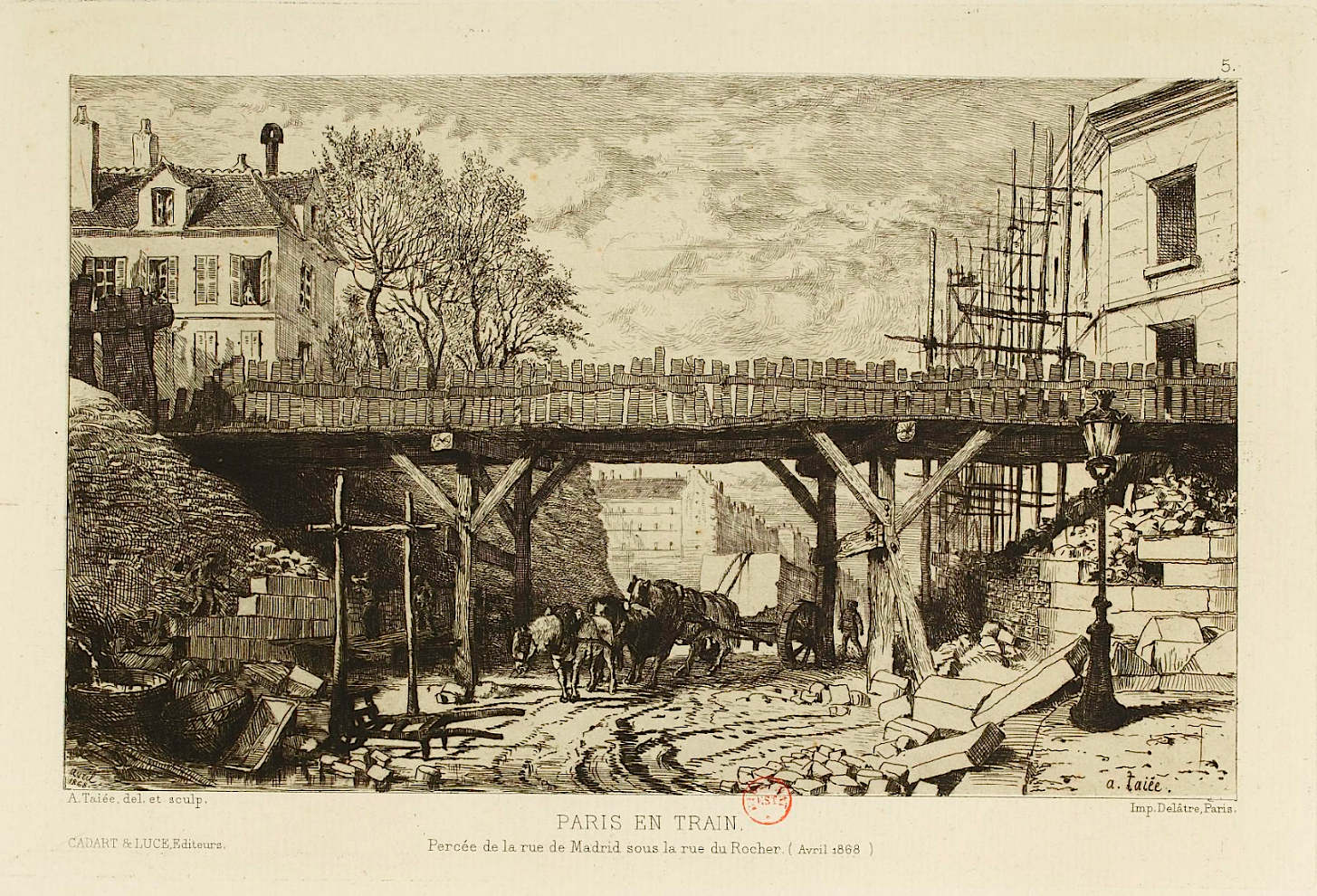
Eau-forte d'Alfred Taiée : Paris en train : percée de la rue de Madrid sous la rue du Rocher (avril 1868).

- Marc-René de Voyer de Paulmy d'Argenson (1771-1842), homme politique français (sous la monarchie de Juillet) a habité dans cette rue[Où ?][7].
- No 8 : 
  - hôtel particulier brique et pierre de Mme Eugène Aubry, née Amélie Vitet, sœur de Ludovic Vitet — homme politique et écrivain —, et mère d'Eugène Aubry-Vitet (1845-1930), membre du service d'honneur du comte de Paris et du duc d'Orléans.
  - François Hardy y habite un studio en 1962
- No 19 : le marquis de Rochegude signale en 1910 une « vieille maison au fond de la cour[8] ».
- No 20 : lycée Racine, construit en 1887[9].
- no 21 : Ellen Andrée (1856-1933), actrice et modèle de peintres tels que Manet, Degas et Renoir y demeurait en 1910[8],[10].
- No 26 : 
  - emplacement d'une petite maison qui appartenait à Philippe-Égalité avant que celui-ci ne fasse aménager la folie de Chartres (voir « Parc Monceau »). Les maisons comprises entre les nos 16 et 26 ont été démolies en 1909[8].
  - François-Armand Cholet (1747-1826), homme politique français sous le Premier Empire et la Restauration (histoire de France) y a habité[11].
- No 28 (angle de la rue de Vienne) : en fond de cour, hôtel construit par le Dr Fauvel (en 1910)[12].
- No 30 : emplacement de l'hôtel de Lucien Bonaparte. Propriété Riant (en 1910)[8].
- no 34 : Pierre-Paul Prud'hon (1758-1823), peintre chez le peintre et dessinateur Charles-Pompée Le Boulanger de Boisfremont (1773-1838) y habita de 1821 à sa mort[13].
- No 40 : cour de l'Horloge (1825).
- No 42 : impasse Dany (1821).
- no 43 : Jeanne Thomassin (1873- ?), artiste dramatique y demeurait en 1910[8],[14].
- No 44 : emplacement d'un petit immeuble dans lequel Jules Renard (1864-1910), homme de lettres, habitait et est mort en 1910[8].« De toute sa masse ultra-moderne, l'imposant building de l'Électricité de France écrase une modeste maison qui porte le numéro 44 : une bâtisse sans prétention comme sans sourire[15]. Elle convenait ainsi bien à Jules Renard. […] il occupait au second étage un logis qui n'avait rien d'“artiste”. Pas la moindre vitrine, pas la moindre chasuble, pas un tableau impressionniste, pas une estampe japonaise. Un mobilier banal et beaucoup de livres brochés. M. Renard travaillait enveloppé dans une robe de chambre bien douillette. Il écrivait avec une plume de greffier sur un cahier d'écolier[16]. »
- No 47 : Marc Ferro (1924-2021), historien français y est né.
- No 47 bis : ici se trouvait dans les années 2000 une plaque commémorative fantaisiste : « Jérôme BOZEL / Plombier / A VECU DANS CET IMMEUBLE / DE 1972 A 1979 »[17],[18].
- No 48 : couvent des Sœurs garde-malades. Détruit en juin 2010 pour la construction d'un immeuble d'habitation.

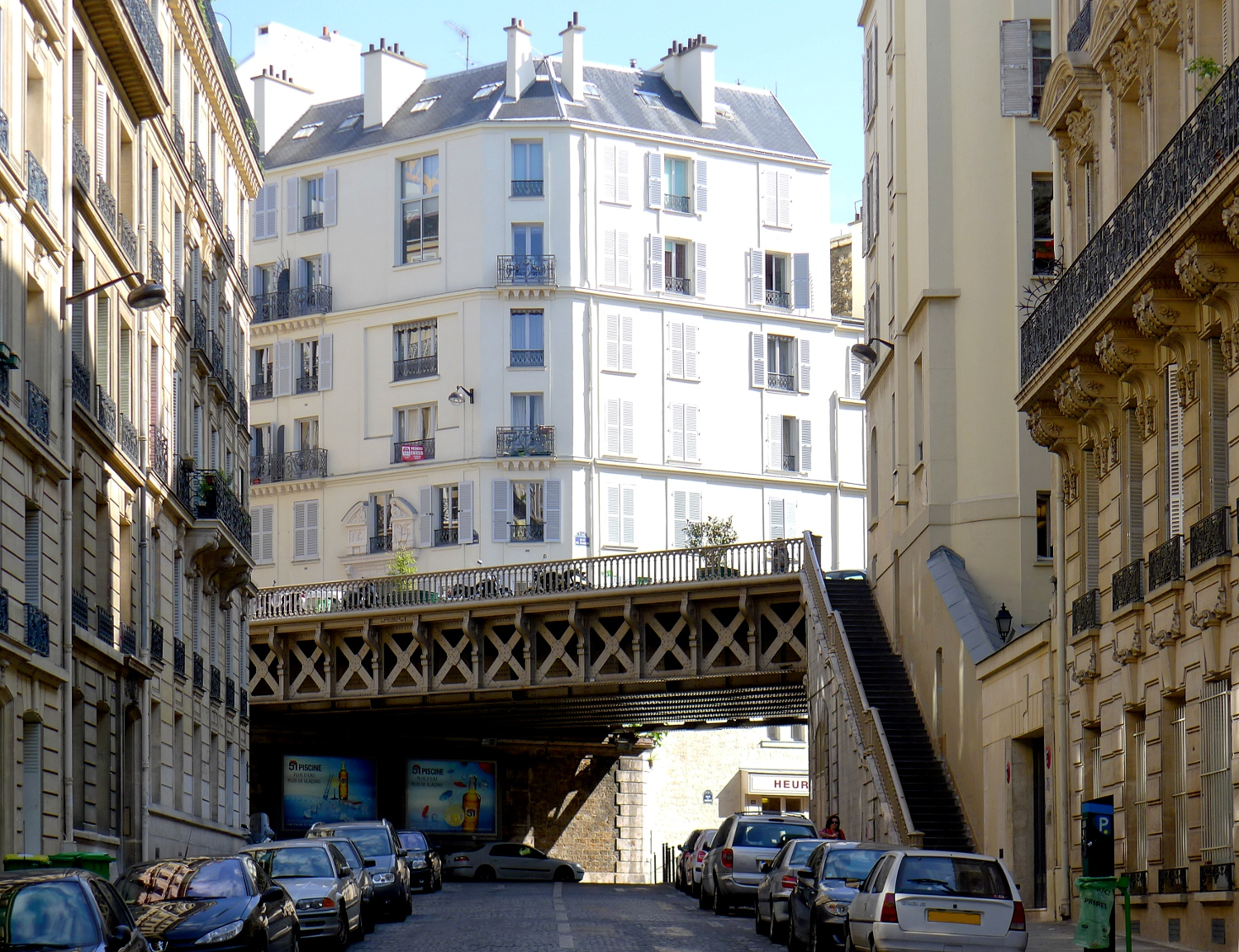
Pont de la rue du Rocher vu de la rue Portalis ; la rue de Madrid est celle qui passe sous le pont.

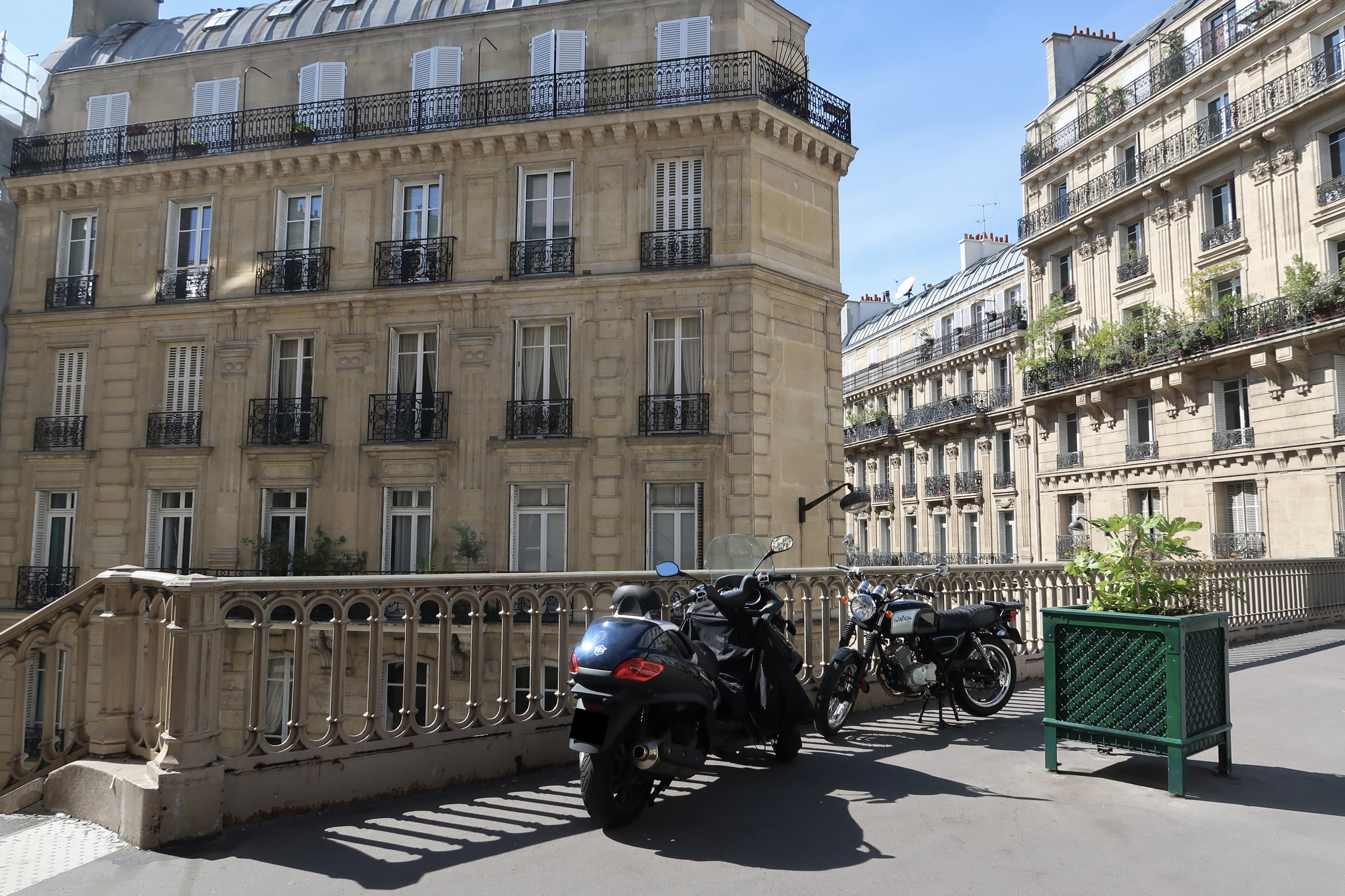

- No 49 (ancien no 57) : à ce niveau, la rue du Rocher traverse la rue de Madrid sur un pont construit en 1868 par l'ingénieur Ernest Goüin de sorte que le rez-de-chaussée de cette maison se trouve au second étage sur la rue de Madrid.
- No 50 : immeuble imposant, conçu par Lucien Roy, en 1904. La lourdeur initiale a été compensée par une ornementation faite de courbes et de formes végétales, réalisée par le sculpteur Camille Lefèvre. La porte rappelle, en plus simplifiée, celle d’Hector Guimard au Castel Béranger[19].
- No 53 (ancien no 59 bis) : hôtel particulier construit en 1877, peut-être par l'architecte Hector-Martin Lefuel pour son gendre, M. Hochon[8] et remanié en 1903 par l'architecte Magne. « Quiconque a été une fois au théâtre Charles-de-Rochefort n'a pu manquer de remarquer l'hôtel qui porte le numéro 59 bis. C'est une bien curieuse construction, aujourd'hui noirâtre, une bizarre architecture, avec une manière de golfe étroit, une courette ouverte sur la rue derrière une grille. (Cela conviendrait assez bien à une fauverie !) Le bâtisseur de cette étrange demeure, aux fenêtres d'un style indéterminé, prétendit-il faire table rase du passé, ou bien puisa-t-il son inspiration en diverses époques ? L'une ou l'autre de ces suppositions paraît également absurde. C'est pourtant la fille d'un architecte qui vint habiter ici. La fille de Lefuel, qui réalisa les guichets du Louvre du côté de la Seine, et construisit l'hôtel Fould rue du Faubourg-Saint-Honoré. Je veux croire qu'il n'est pour rien dans l'édification de l'hôtel de sa fille… Cette fille devint Mme Hochon, “la belle madame Hochon”. Elle était en effet très belle et fit par sa rigueur beaucoup de malheureux. […] Élevée dans une famille où fréquentaient normalement des artistes, la belle dame rousse de la rue du Rocher devait naturellement attirer chez elle les artistes et les gens de lettres. Mais elle ne le fit pas par dilection spéciale, elle ne les attirait pas chez elle parce qu'elle aimait les Lettres et les Arts, comme Mme Baignères sa voisine, comme Mme Bulteau ou comme Mme de Caillavet. Peintres et sculpteurs, poètes et romanciers, dramaturges et musiciens venaient chez “Diane” — comme ils disaient familièrement entre eux — parce qu'ils l'avaient connue chez son père et parce qu'elle était belle. Elle les recevait parce qu'ils étaient gais, amusants, spirituels, parce qu'elle se sentait flattée de leurs hommages et parce que les gens du monde qu'elle attirait chez elle aimaient de la rencontrer. Car la société que recherchait Mme Hochon, c'était la société aristocratique, et jamais elle ne fut aussi heureuse que lorsque la duchesse d'Uzès eut appris le chemin de la rue du Rocher. Elle recevait d'ailleurs avec une bonne grâce charmante, savait à merveille choisir des convives divertissants pour ses dîners, organiser des représentations d'amateurs fort brillantes[20]. » Louise Lefuel, épouse Hochon, dont le portrait a été peint vers 1882 par Ernest Hébert[21], tenait tous les mardis un salon littéraire et artistique fréquenté par Alexandre Falguière, Antonin Mercié, Cain, Jean-Léon Gérome, Eugène Labiche, Victorien Sardou, Guy de Maupassant, Charles Gounod, Édouard Detaille, Édouard Pailleron, Alexandre Dumas fils… François Tassart évoque cette maison dans ses Nouveaux souvenirs intimes sur Guy de Maupassant : « En arrivant à l'entrée de la rue du Rocher, nous voyons devant nous une grande femme à la tête ceinte d'un turban comme un Arabe. Elle balayait le trottoir. Quand nous l'eûmes dépassée, M. de Maupassant me dit : “Vous avez vu cette balayeuse ? Elle est faite comme une Vénus. […] Elle doit être heureuse ; plus, sans doute, que ces dames du grand monde qui dorment encore dans leurs palais.” Et de la main, M. de Maupassant désignait l'hôtel de Mme Hochon. Cette demeure originale, couverte en partie de lierre était bien faite pour le repos. On la voyait à travers les futaies du jardin qui faisaient un effort visible pour donner à ce printemps précoce leurs premières feuilles. Après avoir franchi le pont de la rue de Madrid, la descente de la rue du Rocher s'effectua d'un pas alerte[22]. »
- No 56 : l'artiste-peintre Jules-Émile Saintin y vécut[23].
- No 59 : siège de la CFE-CGC.
- Nos 61-63[24] : emplacement d'une « petite maison » construite en 1772[7] pour Marie-Marguerite et Marie-Anne-Josèphe de Libessart, dites les deux sœurs Grandis, deux danseuses de l'Opéra qui vivaient avec Michel Bandieri de Laval (1733-1809), maître de ballet[25]. Joseph Bonaparte fit l'acquisition de cette maison à l'extrême fin du XVIIIe siècle. Madame Mère y habita quelque temps, puis le maréchal de Gouvion-Saint-Cyr en 1815. Les jardins s'étendaient sur l'emplacement des rues de Madrid et Portalis. Sous le Second Empire, la propriété devint l'Institution Cousin, alors très renommée.

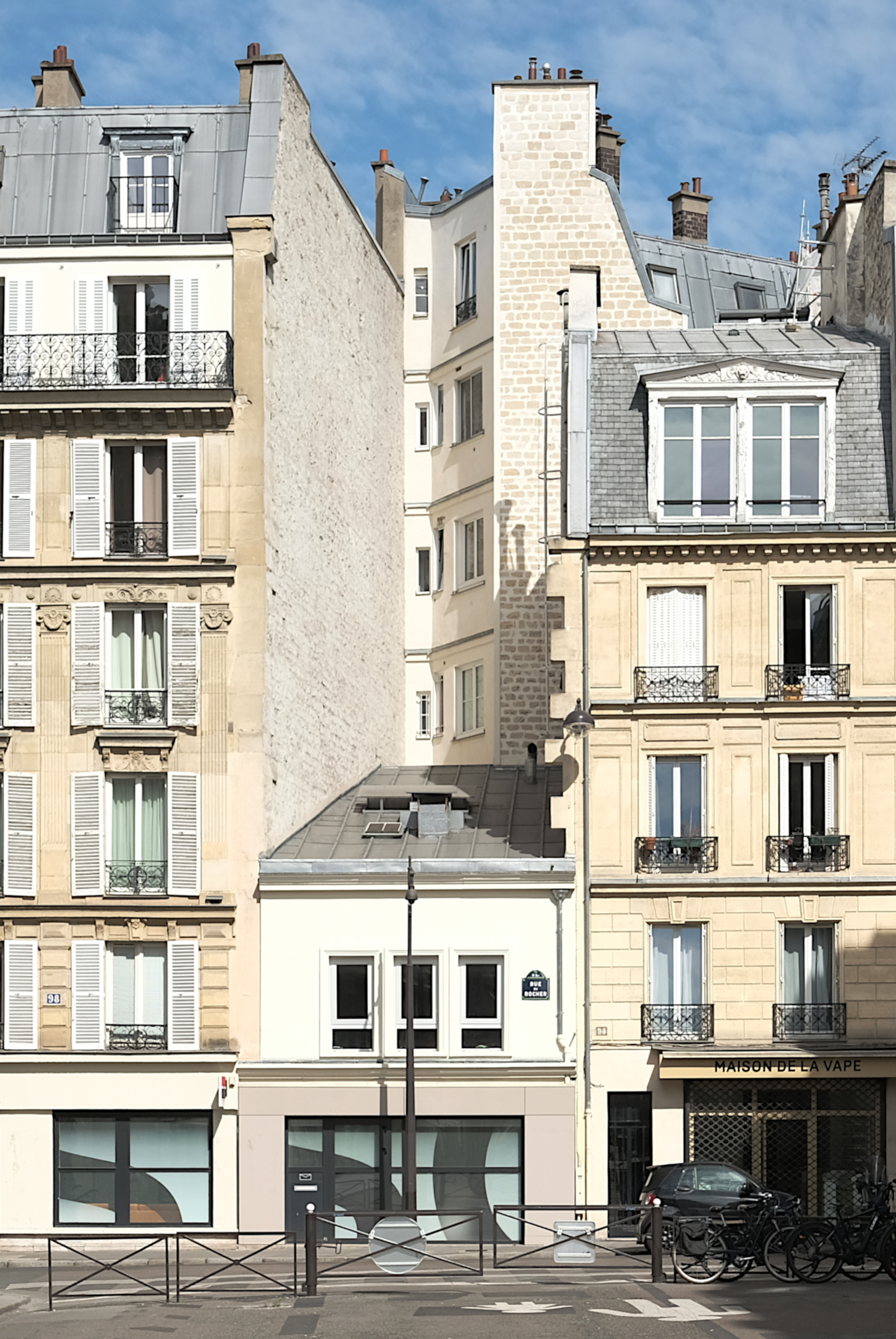
Le n°96 coincé entre plusieurs immeubles.

- No 64 : emplacement du patronage Saint-Joseph (en 1910)[4], où se tenait la salle Villiers, qui servait de salle de spectacles et de théâtre.
- No 64 bis : Intégrale, un institut d'enseignement supérieur privé.
- No 66 : 
  - L'école Corneille, installée à cet emplacement en 1904 a été remplacée par un immeuble moderne.
  - théâtre Tristan-Bernard (autrefois appelé théâtre Charles-de-Rochefort), construit en 1911 par la Fondation Léopold-Bellan, dont le siège se trouve dans l'immeuble.
- No 68 : siège du parti politique La République en marche (devenu Renaissance) depuis 2021[26].
- No 84 : Alexandre Georges (1850-1938), compositeur y habitait en 1910[4].

### Dans la fiction
Plusieurs scènes du film Les Enfants terribles (1950) de Jean-Pierre Melville se déroulent dans un appartement de la rue du Rocher.

## Sources
- André Becq de Fouquières, Mon Paris et ses Parisiens, vol. II, Paris, Pierre Horay, 1954. .
- Félix et Louis Lazare, Dictionnaire administratif et historique des rues de Paris et de ses monuments, Paris, Imprimerie de Vinchon, 1844-1849.
- Charles Lefeuve, Les Anciennes Maisons de Paris. Histoire de Paris rue par rue, maison par maison, Paris, C. Reinwald, 1875, 5e éd. (présentation en ligne), 5 vol.* Félix de Rochegude, Promenades dans toutes les rues de Paris. VIIIe arrondissement, Paris, Hachette, 1910. .
- Testu, Almanach impérial pour l'année 1813. Annuaire, Paris, chez Testu, 1813.